# 裁判官分限法
裁判官分限法（さいばんかんぶんげんほう、昭和22年10月29日法律第127号）は、裁判官の免官と懲戒手続に関する日本の法律である。
1947年（昭和22年）10月29日に公布された。

## 沿革
制定当時は「裁判官及びその他の裁判所職員の分限に関する法律」という法律名であり、第14条において裁判官以外の裁判所職員（裁判所事務官など）の懲戒手続についても定めていたが、昭和24年法律第177号によって現行の法律名に改正されるとともに第14条が削除された。現在、裁判官以外の裁判所職員の懲戒については、裁判所職員臨時措置法の規定により、国家公務員法の規定が適用されている。
また、第2条が定める過料の限度額は昭和22年の制定以来1万円のままである。この1万円という額は、制定当時の判事の報酬月額に相当する。

## 構成
- 第1条（免官）
- 第2条（懲戒）
  - 裁判官の懲戒は、戒告又は一万円以下の過料とする。
- 第3条（裁判権）
- 第4条（合議体）
- 第5条（管轄）
- 第6条 （事件の開始）
- 第7条 （裁判）
- 第8条 （抗告）
- 第9条 （手続の費用）
- 第10条 （手続の中止）
- 第11条 （裁判手続）
  - 分限事件の裁判手続は、この法律に特別の定のあるものを除いて、最高裁判所の定めるところによる[2]。
- 第12条 （裁判の通知）
- 第13条 （過料の裁判の執行）